# Кола Доња
Кола Доња су насељено мјесто на подручју града Бање Луке, Република Српска, БиХ. Припадају мјесној заједници Доња Кола. Према подацима пописа становништва 2013. године, у овом насељеном мјесту је пописано 417 лица.

## Становништво
|             | 2013.        | 1991.        | 1981.        | 1971.          |
| Укупно      | 417 (100,0%) | 757 (100,0%) | 875 (100,0%) | 1 049 (100,0%) |
| Срби        | 403 (96,64%) | 741 (97,89%) | 861 (98,40%) | 1 045 (99,62%) |
| Неизјашњени | 8 (1,918%)   | –            | –            | –              |
| Хрвати      | 4 (0,959%)   | 1 (0,132%)   | 1 (0,114%)   | 1 (0,095%)     |
| Остали      | 2 (0,480%)   | 8 (1,057%)   | –            | 3 (0,286%)     |
| Југословени | –            | 7 (0,925%)   | 11 (1,257%)  | –              |
| Словенци    | –            | –            | 2 (0,229%)   | –              |

| Демографија | Демографија | Демографија |
| Година      | Становника  | Становника  |
| ----------- | ----------- | ----------- |
| 1961.       | 3.827       |             |
| 1971.       | 1.049       |             |
| 1981.       | 875         |             |
| 1991.       | 756         |             |

## Знамените личности
- Новак Ђукић, генерал Војске Републике Српске